# Неведничий Владислав Борисович
Владислав Борисович Неведничий (нар. 3 вересня 1969) – румунський шахіст, після розпаду СРСР представляв Молдову (до 1994 року), гросмейстер від 1993 року.

## Шахова кар'єра
Перших значних успіхів почав досягати на початку 1990-х років. 1992 року переміг (разом з Доріаном Рогозенком) в Бухаресті. 1993 року поділив 1-ше місце (разом з Валерієм Невєровим та Ігорем Зайцевим) на меморіалі Віктора Чокитлі в Бухаресті. 
У наступних роках досягнув низки успіхів у міжнародних турнірах, перемігши або поділивши 1-ші місця, зокрема, в таких містах, як:
- Ано-Ліосія (1998),
- Брашов (1998),
- М'єркуря-Чук (1999),
- Аньо (1999),
- Будапешт (2000, зональний турнір, разом з Йожефом Пінтером, Бертоломеєм Мацеєю, Олександром Черніним і Павелом Блемом),
- Креон – двічі (2001, разом із зокрема, Белою Бадя, Гленном Фліром і Олександр Дгебуадзе і 2004),
- Авуан – двічі (2001 і 2006, разом з Олександром Дгебуадзе і Сергієм Федорчуком),
- Нова Гориця (2003, разом із зокрема, Душко Павасовичем і Ніколою Мітковим),
- Пакш (2003, разом з Кайдо Кюлаотсом),
- Галац (2005, разом з Мар'юсом Манолаке),
- Тімішоара – двічі (2006, разом з Константіном Лупулеску і 2008),
- Ясси (2006, разом із зокрема, Васіле Сандуляком, Володимиром Маланюком і Аліном Береску).

Після зміни громадянства швидко увійшов до когорти провідних румунських шахістів. Двічі вигравав золоті медалі чемпіонату Румунії (2008, 2012), також був срібним (2010) і чотири рази бронзовим (1998, 2001, 2002, 2004) призером. 2000 року кваліфікувався на чемпіонат світу ФІДЕ, який проходив за олімпійською системою, де вийшов у другий раунд (в якому програв Єруну Пікету).
Неодноразово представляв Молдову і Румунію на командних змаганнях, зокрема:
- вісім разів на шахових олімпіадах (1992, 1994, 1996, 1998, 2002, 2004, 2006, 2012)[3],
- шість разів на командних чемпіонатах Європи (1992, 1999, 2005, 2007, 2009, 2013)[4].

Найвищий рейтинг Ело в кар'єрі мав станом на 1 липня 2013 року, досягнувши 2603 очок займав тоді 4-те місце серед румунських шахістів.

## Зміни рейтингу
| На цьому місці має відображатися графік чи діаграма, однак з технічних причин його відображення наразі вимкнено. Будь ласка, не видаляйте код, який викликає це повідомлення. Розробники вже працюють для того, щоби відновити штатне функціонування цього графіка або діаграми. | |
| | На цьому місці має відображатися графік чи діаграма, однак з технічних причин його відображення наразі вимкнено. Будь ласка, не видаляйте код, який викликає це повідомлення. Розробники вже працюють для того, щоби відновити штатне функціонування цього графіка або діаграми. |